# Tadeusz Szlagor

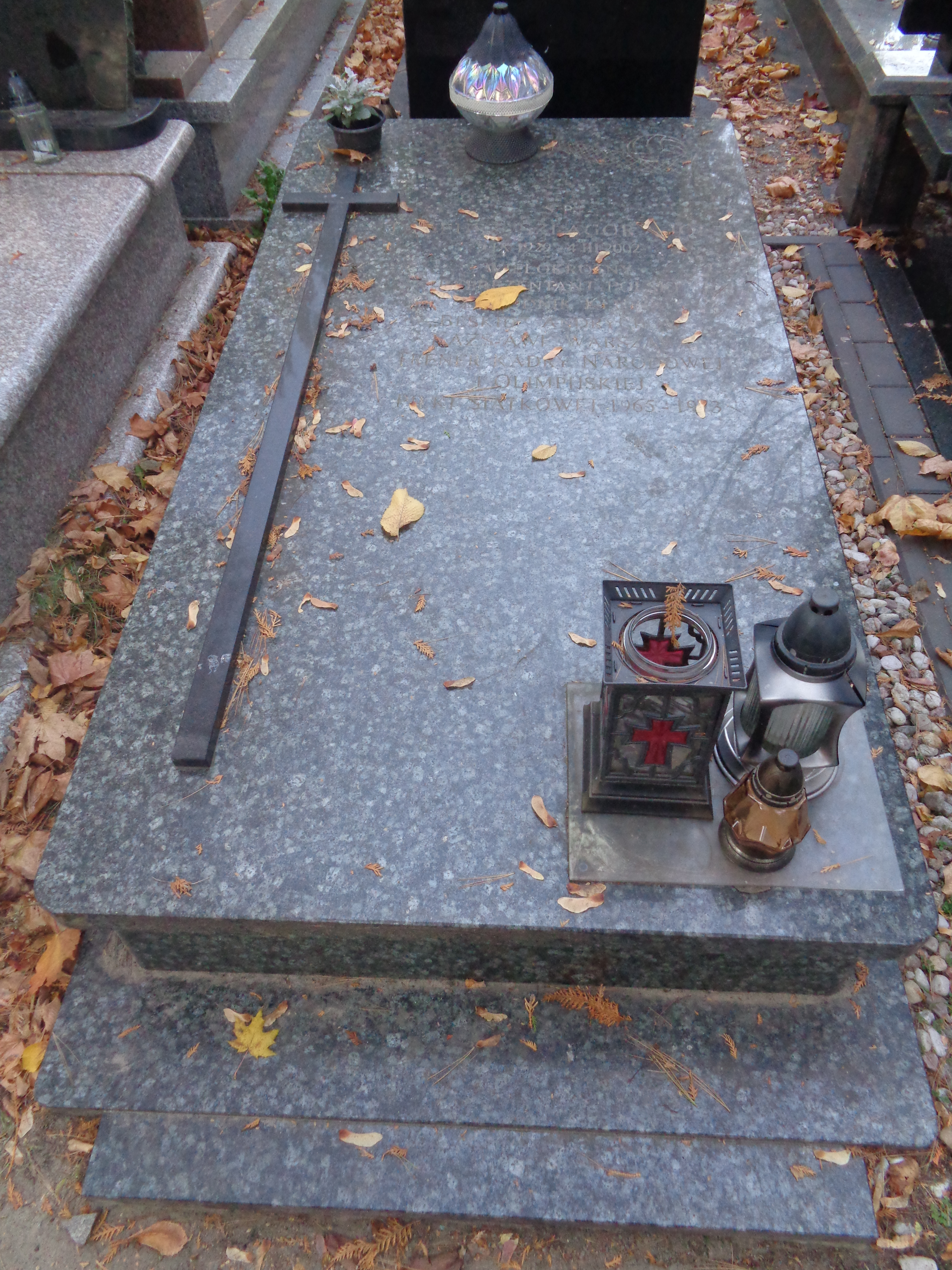
Grób Tadeusza Szlagora na Cmentarzu Wojskowym na Powązkach

Tadeusz Szlagor (ur. 9 września 1929 w Andrychowie, zm. 4 marca 2002 w Warszawie) – polski siatkarz, a następnie trener siatkówki. Dziesięciokrotny mistrz Polski jako zawodnik, trener reprezentacji Polski seniorów (1966–1973), w tej roli zdobywca brązowego medalu mistrzostw Europy (1967).

## Życiorys
Od 1951 był zawodnikiem AZS-AWF Warszawa, od 1952 występował w I zespole warszawskiej drużyny, z którą zdobył dziesięć tytułów mistrza Polski z rzędu (w 1952, 1953, 1954, 1955, 1956, 1957, 1958, 1959, 1960, 1961) oraz Puchar Polski w 1953, 1954, 1955. W reprezentacji Polski debiutował 9 maja 1954 w towarzyskim spotkaniu z Bułgarią, w tym samym roku wystąpił na akademickich mistrzostwach świata (5. miejsce), w 1956 zagrał na mistrzostwach świata (4. miejsce), w 1957 na akademickich mistrzostwach świata, w 1958 na mistrzostwach Europy (6. miejsce). Ostatni raz w biało-czerwonych barwach wystąpił 28 września 1958 w towarzyskim spotkaniu z Francją. Łącznie w biało-czerwonych barwach wystąpił 71 razy.
W latach 1964–1965 był asystentem Zygmunta Krausa w reprezentacji Polski seniorów. W czerwcu 1965 poprowadził samodzielnie w trzech spotkaniach towarzyskich na turnieju w Lipsku. W 1966 został I trenerem reprezentacji Polski seniorów. W tym samym roku zajął z nią 6. miejsce na mistrzostwach świata. W 1967 wywalczył z drużyną brązowy medal mistrzostw Europy. Poprowadził ją także dwukrotnie na Igrzyskach Olimpijskich: w Meksyku (1968) (5. miejsce) i Monachium (1972) (9. miejsce). Ponadto na mistrzostwach świata w 1970 zajął z drużyną 5. miejscem, w Pucharze Świata w 1969 - 8. miejsce, na mistrzostwach Europy w 1971 - 6. miejsce. W 1973 jego następcą w drużynie narodowej został Hubert Wagner.
Pochowany na cmentarzu Powązki Wojskowe w Warszawie (kwatera A3 tuje-2-8).